# Дегг, Джакки
Джакки Дегг (англ. Jakki Degg; 20 февраля 1978) —  британская актриса и гламурная модель.

## Биография
Родилась в Стоуне (графство Стаффордшир) в семье Дэвида Дегга и его супруги. Её детство прошло в Хеднесфорде. В ранние годы она занималась танцами и даже выиграла несколько конкурсов.
При поддержке матери Джакки приняла  участие и победила в конкурсе красоты для девочек, организованном журналом Max Power. Это дало старт её модельной карьере. В 2001 году она появилась на страницах  The Sun. Её откровенные снимки украсили собой ряд мужских журналов Великобритании, включая Front. Позднее сотрудничала и с американскими изданиями. Актёрская карьера Дегг началась с роли в сериале  «Гарри на борту?»  канала Sky One. В 2007 году она сыграла главную роль в короткометражке Жоао Косты Менезеса «Запомни меня».
Помимо модельного бизнеса и кино  Джакки Дегг училась парикмахерскому ремеслу и открыла свой первый салон красоты в возрасте 20 лет.

## Фильмография
- Гарри на борту? (2001) — Клэр
- Выйти на воздух (2003) — Кармина
- Евротур (2004) — Мисси
- Академия покера (2005) — Келли
- Запомни меня (2007) — девушка
- Гол! 3 (2009) —  симпатичная массажистка
- Чего женщины хотят от мужчин (2011) — камео